# Dicranomyia takeuchii
Dicranomyia takeuchii är en tvåvingeart som beskrevs av Alexander 1922. Dicranomyia takeuchii ingår i släktet Dicranomyia och familjen småharkrankar. Inga underarter finns listade i Catalogue of Life.